# 軒特馬殊徑
軒特馬殊徑是澳洲坎培拉南部市區的一條主幹路，以南澳州首任總督約翰·軒特馬殊命名。該道路是穿過和登谷及韋斯頓溪的主要東西向連接線，也是坎培拉醫院及和登城鎮中心的重要入口通道。軒特馬殊徑在分層交匯路口與摩拿羅公路及圖格拉農林蔭公路相交。2010年，澳洲首都領地政府宣布將於軒特馬殊徑設立該地區首批點對點平均測速攝影機。這些攝影機於2012年2月27日啟用。